# Ermanno Randi
Ermanno Randi (né le 27 avril 1920 à Arezzo, en Toscane et mort le 1er novembre 1951  à Rome) est un acteur italien.

## Biographie
Après avoir servi dans l'armée italienne pendant la Seconde Guerre mondiale, Ermanno Randi fait ses débuts sur scène dans des spectacles de variété. Il est découvert par Anna Magnani, qui le remarque parmi les danseurs de sa compagnie et l'incite à rejoindre la compagnie théâtrale de Nino Taranto en tant qu'acteur de théâtre.
En 1947, il se produit dans L'Échange de Paul Claudel. En 1948, il est Amiens - l'un des personnages de la suite du duc, ayant suivi le vieux duc banni dans la forêt - dans Comme il vous plaira de William Shakespeare, avec la Société de la prose italienne dirigée par Luchino Visconti, au Teatro Eliseo de Rome.
Débutant à l'écran en 1947, il évolue progressivement passant assez rapidement des rôles secondaires aux rôles principaux. En 1951, il joue le ténor Enrico Caruso dans Caruso, la légende d'une voix de Giacomo Gentilomo, partageant la vedette avec Gina Lollobrigida et Lamberto Picasso. Avec ce film, il devient une véritable superstar.
Mais cette même année, il est assassiné à l'âge de 31 ans par son amant Giuseppe Maggiore au cours d'une dispute.

## Filmographie
- 1947 : Chasse tragique (Caccia tragica) de Giuseppe De Santis
- 1948 : Riz amer (Riso amaro) de Giuseppe De Santis
- 1948 : Les Années difficiles (Anni difficili) de Luigi Zampa
- 1949 : Le due Madonne d'Enzo Di Gianni
- 1949 : Le Chevalier de la révolte (Vespro siciliano) de Giorgio Pàstina
- 1949 : Au-delà des grilles (Le mura di Malapaga) de René Clément
- 1949 : I fuorilegge d'Aldo Vergano
- 1950 : L'ebreo errante de Goffredo Alessandrini
- 1950 : La Cité des stupéfiants (Lebbra bianca) d'Enzo Trapani
- 1950 : Turri il bandito d'Enzo Trapani
- 1950 : La scogliera del peccato de Roberto Bianchi Montero
- 1950 : Il sentiero dell'odio de Sergio Grieco
- 1950 : La Cabane du péché (Il nido di falasco) de Guido Brignone
- 1951 : Caruso, la légende d'une voix (Enrico Caruso, leggenda di una voce) de Giacomo Gentilomo
- 1951 : Santa Lucia luntana... (it) d'Aldo Vergano
- 1951 : Fiamme sulla laguna (it) de Giuseppe Maria Scotese
- 1952 : Salvate mia figlia de Sergio Corbucci
- 1952 : Tragico ritorno de Pier Luigi Faraldo
- 1952 : Trieste mia! de Mario Costa
- 1953 : Una madre ritorna de Roberto Bianchi Montero